# The Unforgettable Fire
The Unforgettable Fire é o quarto álbum de estúdio da banda de rock irlandesa U2. Foi lançado em 1 de outubro de 1984. A banda queria um estilo musical diferente, seguido de uma batida mais dura que seu álbum de 1983, War. Eles empregaram Brian Eno e Daniel Lanois para produzir e ajudá-los a uma experimentação de mais música ambiente e um som abstrato. O resultado da mudança na direção na época da banda era a mais dramática.
A gravação começou em maio de 1984 em Slane Castle, onde a banda viveu, escreveu e gravou para encontrar nova inspiração. O álbum foi concluído em agosto de 1984, no Windmill Lane Studios. Possui sons atmosféricos e letras que o vocalista, Bono, descreve como "esboços". Duas canções foram feitas em tributo a Martin Luther King Jr. The Unforgettable Fire recebeu críticas geralmente positivas e produziu o maior sucesso da banda na época, "Pride (In the Name of Love)", bem como a faixa favorita da banda para apresentações ao vivo, "Bad", uma canção sobre o vício em heroína. A edição do 25.º aniversário do álbum foi lançada em outubro de 2009.

## Antecedentes
A banda temia que, após o rock ostensivo de seu álbum War e da turnê War Tour, eles estivessem em perigo de se tornar outro incômodo, se tornarem somente um slogan de uma banda de arena rock. O sucesso do álbum ao vivo de 1983, Under a Blood Red Sky e de vídeo Live at Red Rocks, tinham-lhes dado uma margem financeira artística para se moverem — e para o primeiro tempo. Após um show em Dublin, no Phoenix Park Racecourse em agosto de 1983, uma das datas finais de War Tour, o vocalista Bono falou em metáforas sobre a banda acabar e reformar com um estilo diferente. Na 10º edição da revista U2, emitindo em fevereiro de 1984, Bono sugeriu mudanças radicais ao próximo álbum, dizendo que ele "não podia mais dormir a noite pensando tudo isso", e que eles eram "realização de uma real partida". Como o baixista Adam Clayton lembra, "Estávamos procurando por algo que foi um pouco mais sério, mais artístico".

"Sabíamos que o mundo estava pronto para receber os herdeiros de The Who. Tudo o que tínhamos a fazer era continuar o que fazíamos, e nos tornaríamos a maior banda desde Led Zeppelin, sem dúvida. Mas algo não estava certo. Sentimos que tínhamos uma dimensão maior do que apenas uma grande coisa por vir, tínhamos algo único para oferecer. A inovação era a que sofreria se descêssemos o percurso de rock padrão. Estávamos procurando um outro sentimento".

— Bono, na nova edição de The Unforgettable Fire.
A banda gravou seus três primeiros álbuns com o produtor musical Steve Lillywhite, e ao invés de criar "filhos da Guerra", eles procuraram a experimentação. Tanto Lillywhite como a banda, concordaram que estavam na hora de mudar de produtor e não "repetir a mesma fórmula". A banda tinha considerado o uso de Jimmy Iovine para produzir um novo registro. No entanto, eles encontraram o início de suas ideias musicais para o álbum a ser demasiado "europeu" para uma produtora americana. Eles também consideraram aproximação do produtor Conny Plank, cujos créditos incluía as bandas Can e Kraftwerk, Roxy Music e o produtor Rhett Davies.
O guitarrista The Edge tinha uma grande apreciação do tempo de obra do músico Brian Eno, e admirava sua música ambiente e "obras estranhas". A banda também gostava de seu trabalho com a banda Talking Heads. Sem nunca ter trabalhado com música tal como o U2, Eno também foi inicialmente relutante. Quando a banda tocou Under a Blood Red Sky, com os olhos vidrados no seu evidente rock. Eno trouxe ao longo do seu desempenho o engenheiro de áudio Daniel Lanois à sua reunião com a banda, pretendendo recomendar Lanois a trabalhar com o grupo em seu lugar. Mais cedo, as dúvidas de Eno foram resolvidas pelo poder de persuasão de Bono e sua percepção crescente no que ele chamou de "alma lírica em abundância do U2", traços que se tornaram menos evidentes na lista de rock do álbum War. Eno comentou que a banda estava "constantemente lutando contra ela, como se tivessem medo de serem dominados pela suavidade". Eno ficou impressionado pelo modo como falavam, que não foi em termos de música, mas em termos des seus contributos para a identidade da banda como um todo. Eno e Lanois eventualmente concordaram em produzir o disco. Eno explicou que ele se concentrou nas ideias e nos aspectos conceituais, enquanto Lanois tratava os aspectos da produção. Em discussão no Bill Graham, a tarefa de Eno era ajudá-los a amadurecer, investir no gênero de música experimental e europeu, um novo vocabulário. O chefe da gravadora Island Records, Chris Blackwell, inicialmente tentou dissuadi-los de contratar Eno, acreditando que apenas quando a banda estava prestes a atingir os mais altos níveis de sucesso, Eno iria "enterrá-los sob uma camada de vanguarda absurda". Nick Stewart, também da Island Records, disse que "no momento em que pensei que eles eram loucos, esse grupo decidiu ir atrás e encontrar uma dimensão extra, tornando-se um ponto crucial na sua carreira".

## Gravação e produção

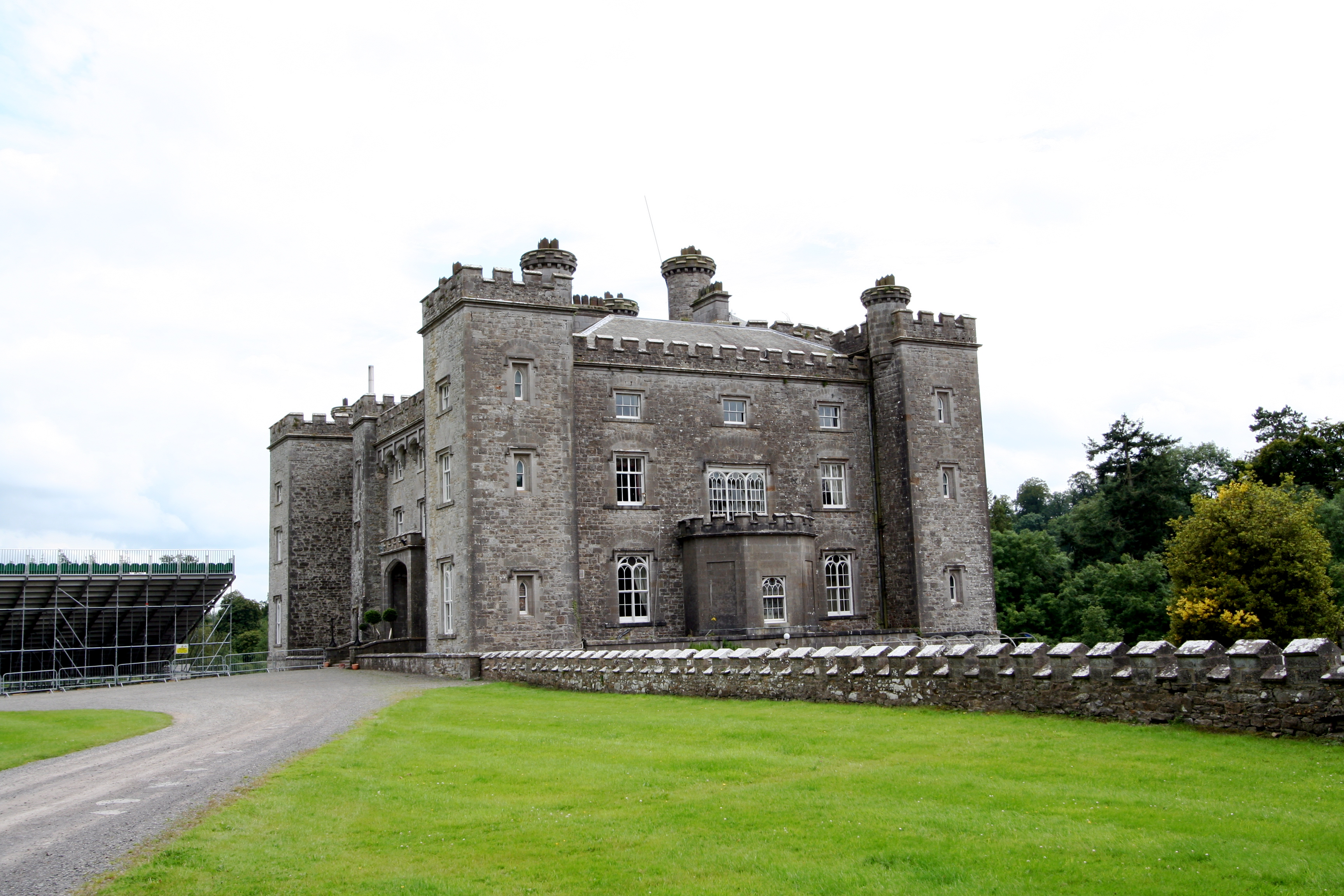
A primeira fase de gravação ocorreu em Slane Castle.

As canções "Pride (In the Name of Love)", "The Unforgettable Fire" e "A Sort of Homecoming" foram trabalhadas na casa de Bono no Martello Tower, em Bray, Dublin. A gravação do álbum começou no início de maio de 1984, com uma longa sessão do mês no Slane Castle, County Meath, em Dublin. Windmill Lane Studios, onde eles haviam gravado seus três primeiros álbuns, não tinham espaço vivo e, em vez disso, Slane foi escolhido como um local onde eles podiam gravar e tocar ao vivo em salas de boa qualidade de som. A banda e a equipe esteve no castelo, e vivendo juntos durante as sessões promoveram uma camaradagem. Eles escolheram um salão gótico do castelo, o que foi construído especificamente para música como uma cúpula de 30 pés de teto, o que proporcionou um ambiente descontraído e experimental. Ele gravou tão relaxado, que um dia, a banda chegou a gravar com as roupas de baixo. "Entramos no art gaffer", comentou Bono. A sua abordagem no Slane foi que ao invés de utilizar efeitos de reverberação e revitalizar o som de estúdio de costume, eles fariam o contrário e usaram ao vivo, uma sala "doméstica de som natural".
Randy Ezratty, da empresa Effanel Music, que registrou em Boston e Red Rocks do ano passado, foi contratado com o seu (então único) portátil sistema de gravações de 24 faixas. Seu equipamento foi criado na biblioteca do castelo com cabos de operação para o salão adjacente, onde a banda tocou. O gerador de ligar o estúdio, muitas vezes quebrava e a maioria das partes de guitarra de The Edge foram gravados com amplificador na varanda com um plástico sobre ele para protegê-lo da chuva. O baile acabou por ser muito grande, assim a gravação foi transferida para uma biblioteca no castelo, que foi menor, com livros que os cercavam, e desde a melhoria da qualidade de som. Barry Devlin e sua equipe visitou o castelo para fazer um documentário para a RTE-TV sobre as sessões. O programa de 30 minutos, The Making of The Unforgettable Fire foi lançado em VHS em 1985 como parte como parte do The Unforgettable Fire Collection.

"Com Steve Lillywhite, produtor dos primeiros três álbuns do U2, éramos muito mais estritos sobre uma música que deveria ser, se ele fez desviar para a esquerda ou para direita, iríamos puxar para trás ao invés de perseguir ele. Eno e Lanois foram definitavemnte interessados a assistir, onde uma canção se foi e então foi buscá-lo".

— Adam Clayton, em The Unforgettable Fire de como os produtores aproximaram-se do álbum.
Segundo The Edge, Eno estava mais interessado no material mais convencional e não mostrava muito interesse em "Pride (In the Name of Love)" ou "The Unforgettable Fire". No entanto, Lanois iria "encobrí-lo", tal que os dois equilibraram cada saída. Grande parte do álbum foi posteriormente reformulada no Windmill Lane Studios, onde eles gravaram a partir de 6 de junho a 5 de agosto. Teclados foram utilizados pela primeira vez em um álbum do U2, com o Fairlight CMI usado para trabalhar um certo número de canções, as texturas dos quais mais tarde foram preenchidos por cordas e outras orquestras. No Windmill, a tensão cresceu entre a equipe de produção e quando a banda em grande parte principalmente porque o grupo "não poderia terminar nada". Doze dias antes da data oficial de finalizar, Bono anunciou que não poderia terminar a letra, e a banda trabalhou 20 horas por dia para as duas semanas finais. Bono disse mais tarde que ele sentia que as músicas "Bad" e "Pride (In the Name of Love)" foram deixados como esboços incompletos.

## Composição
Um álbum muito mais atmosférico do que o álbum anterior War, The Unforgettable Fire foi na época a mudança mais dramática da banda em estilo musical. Possui um sim rico e orquestrado, sendo o primeiro álbum do U2 com um som coeso. Sob a direção de Lanois, com a percussão de Larry, tornou-se mais flexível, mais funkie e mais sutil, e o baixo de Adam tornou-se mais subliminar, de modo que a seção rítmica já não incomodava, mas fluía em apoio das canções.
A faixa de abertura "A Sort of Homecoming", imediatamente mostrava a mudança no som da banda. O contundente som de bateria marcial de War é substituída por uma mais sutil shuffle polirítmico, e a guitarra já não era tão proeminente na mixagem. Típico do álbum, a canção "The Unforgettable Fire", com um arranjo de cordas de Noel Kelehan, possui um som rico e sinfônica, construída a partir de uma guitarra ambiente e ritmo de condução; um "esboço", que é um "diário de viagem emocional com um sentimento sincero de saudade". A banda cita uma exposição de arte de viagem japonesa de mesmo nome, como uma inspiração para canção e título do álbum. A exposição, que a banda participou em Chicago, comemorou às vítimas do bombardeio de Hiroshima. No entanto, o poema lírico em aberto, Bono diz que "não lhe diz nada", não diretamente de referência de uma guerra nuclear. Ao contrário, as letras são sobre como viajar para Tóquio.
As letras do álbum são abertas a muitas interpretações, que juntamente com os seus sons atmosféricos, prevê que a banda muitas vezes, chamada de um "toque visual". Bono foi recentemente imergindo-se na ficção, filosofia, poesia e vim a perceber que sua missão de compor — que até a esse ponto tinha sido uma relutância em seu nome — foi uma poesia. Bono sentiu que as canções "Bad" e "Pride (In the Name of Love)" foi melhor deixá-los como um "esboço" incompleto, e ele disse que "The Unforgettable Fire foi maravilhosamente fora de registro do foco, turva, como uma pintura impressionista, muito ao contrário de um outdoor ou um slogan publicitário".
A melodia e os acordes de "Pride (In the Name of Love)", originalmente saíram de uma seleção em 1983 durante a War Tour no Havaí. A canção foi originalmente destinada a ser sobre o orgulho de Ronald Reagan no poder militar dos Estados Unidos, mas Bono foi influenciado pelo livro de um professor chamado Stephen B. Oates, sobre Martin Luther King Jr. intitulado Let The Trumpet Sound: A Life of Martin Luther King Jr. e uma biografia de Malcolm X para refletir as diferentes faces das campanhas pelos direitos civis, os violentos e os não-violentos. Bono iria rever a letra de prestar homenagem ao King. "Pride" passou por muitas mudanças e regravações, como capturado em um documentário incluído no vídeo The Unforgettable Fire Collection. "Pride" é uma música mais convencional do álbum — Tony Fletcher da revista Jamming! disse na época, a canção era a escrita mais comercial que o U2 tinha feito — e que foi escolhida como primeiro single do álbum.
Em "Wire", Bono tentou transmitir sua abundância às drogas. É uma música de ritmo acelerado construído sobre um tambor de luz funk groove. A música mostra a influência da banda Talking Heads, com quem tinha trabalhado com Eno. Grande parte da música foi improvisada por Bono ao microfone.
O ambiente instrumental  de "4th of July" surgiu quase que totalmente por um momento de inspiração de Eno. No fnal de uma sessão de estúdio, Eno ouviu Clayton improvisar uma figura de baixo simples e gravou ad hoc como ele estava sendo tocado. The Edge passou a participar, improvisando com algumas ideias na guitarra por cima do baixo de Clayton; não sabiam que estavam sendo gravados. Eno adicionou alguns tratamentos e, em seguida, transferiu diretamente para a peça dupla de fita master — e que foi a música concluída, sem possibilidade de mais overdubs.
Bono tentou descrever a corrida e depois descer do consumo de heroína na canção "Bad".
"Elvis Presley and America" é uma improvisação, com base em uma faixa desacelerada ao apoio de "A Sort of Homecoming", que tem destaque do álbum no sentimento mais claro ao extremo. Outra canção, "Indian Summer Sky", foi um comentário social sobre o ambiente prisional, como da vida na cidade em um mundo de forças naturais.
A escassa e fantasiosa "MLK", foi escrito como elegia a Martin Luther King.

## Álbuns e singles
The Unforgettable Fire foi lançado em 1 de outubro de 1984. O álbum teve o seu nome e muita da sua inspiração a partir de uma exposição itinerante de pinturas japonesas e de desenhos do Museu da Paz em Chicago por sobreviventes  das bombas atômicas de Hiroshima e Nagasaki, no Japão. A banda passou alguns dias viajando pela Irlanda com o fotógrafo Anton Corbijn procurando possíveis locais. O castelo que aparece na capa, é o Castelo de Moydrum. A banda gostou da ambigüidade da imagem e do misticismo irlandês que viram nele. A fotografia, entretanto, era uma cópia virtual de uma foto na capa de um livro de 1980, In Ruins: The Once Great Houses of Ireland, de Simon Marsden, para qual a banda teve que pagar uma idenização. Ela foi tirada do mesmo local e usou a técnica de polarização de mesmo filtro, mas com a adição dos quatro membros da banda.
"Pride (In the Name of Love)" foi lançada como primeiro single em 4 de setembro de 1984, e até esse momento, era o maior sucesso da banda. Ela esteve no top 5 do Reino Unido, no top 40 dos Estados Unidos, e acabaria por tornar-se a música mais tocada do grupo em shows.
"The Unforgettable Fire" foi lançada como segundo single em 1 de abril de 1985. A canção se tornou o terceiro hit do top 10 no Reino Unido, atingindo a #6 posição no UK Singles Chart e a #8 posição na parada holandesa, mas não tão eficiente nos Estados Unidos.

## Recepção
| Críticas profissionais | Críticas profissionais |
| Avaliações da crítica  | Avaliações da crítica  |
| Fonte                  | Avaliação              |
| ---------------------- | ---------------------- |
| Allmusic               | [ 39 ]                 |
| The Austin Chronicle   | [ 40 ]                 |
| BBC Music              | (favorável)            |
| Robert Christgau       | (B+)                   |
| CCM Magazine           | (favorável)            |
| Hot Press              | (12/12)                |
| Rolling Stone          | [ 45 ]                 |
| Sputnikmusic           | [ 46 ]                 |

| Críticas profissionais | Críticas profissionais |
| ---------------------- | ---------------------- |
| Edição Deluxe          |                        |
| Avaliações da crítica  |                        |
| Fonte                  | Avaliação              |
| (9.3/10)               | Pitchfork Media        |
| [ 48 ]                 | Q                      |
| [ 49 ]                 | Rolling Stone          |

Bill Graham, da Hot Press, escreveu em 1996 que The Unforgettable Fire foi o álbum mais crucial do U2, e que era "a sua vinda de idade que salvou sua vida como uma unidade criativa". Niall Stokes, também da Hot Press, disse que "uma ou duas faixas foram mal cozidas", devido ao curto prazo, mas que era o primeiro álbum com uma sonoridade coesa do U2, e que o grupo havia renascido. A revista Rolling Stone, deu ao álbum uma pontuação de 3/5 estrelas, em comparação com 4/5 estrelas dadas aos dois álbuns anteriores, Under a Blood Red Sky e War. Na revisão, Kurt Loder, disse que "com The Unforgettable Fire, cintila e quase desaparece, o fogo bancado por uma estratégia errada de produção e interlúdios ocasionais de saturação, canções menos de auto-indulgente. Este não é um álbum ruim, mas também não é a beleza irrefutável esperado pelos fãs da banda".
Tony Fletcher, da Jamming!, disse que não era "...um álbum cheio de hits. No entanto, é um conjunto forte de ideias e temas atmosféricos, esquecidos na primeira assombração, mas estranhamente e logo firmemente implantado". A equipe de produção de Eno retirou o estilo heavy metal do U2 e substituindo a "emoção como a força motriz".

## The Unforgettable Fire Tour e Live Aid
Em apoio ao álbum, a banda lançou a The Unforgettable Fire Tour, que viram shows do U2 no interior de arenas nos Estados Unidos. Composta de seis etapas e 112 concertos, a turnê começou na Austrália em setembro de 1984, onde traduziu as texturas elaboradas e complexas das novas faixas de estúdio gravado ao vivo, provou ser um sério desafio. Uma solução foi programar sequenciadores, que a banda já havia se mostrado relutante em usar. Sequenciadores foram visivelmente utilizados em músicas como "The Unforgettable Fire" e "Bad"; desde então, sequenciadores são utilizados na maioria das músicas do U2 em performances ao vivo. Canções foram criticadas como sendo inacabadas, vagas e fora de foco, fazendo mais sentido no palco. A Rolling Stone por exemplo, a crítica de "Bad" da versão do álbum, descreveu sua performance ao vivo como um "show stopper".
O grupo participou do Live Aid, concerto no Estádio de Wembley no combate à fome em julho de 1985 da Etiópia. O desempenho do U2 foi um dos show mais memoráveis; durante a canção "Bad", Bono pulou do palco para abraçar e dançar com uma fã. Inicialmente pensando que tinha estragado tudo, era, na verdade, um momento marcante para a banda, mostrando uma audiência de milhões de telespectadores ligados pessoalmente a que Bono poderia fazer com o público. Todos os álbuns anteriores do U2 voltou para as paradas no Reino Unido após seu desempenho transcendente. Em 1985, a Rolling Stone chamou-os de a "Banda dos anos 80", dizendo que para um número crescente de fãs de rock n' roll do U2, tornaram-se a banda mais importante, até talvez, a banda que mais importante até então".

## Lista de faixas
Todas as canções escritas e compostas pelo U2, com letras de Bono.
| N.º            | Título                        | Duração |  |
| 1.             | "A Sort of Homecoming"        | 5:28    |  |
| 2.             | "Pride (In the Name of Love)" | 3:48    |  |
| 3.             | "Wire"                        | 4:19    |  |
| 4.             | "The Unforgettable Fire"      | 4:55    |  |
| 5.             | "Promenade"                   | 2:35    |  |
| 6.             | "4th of July"                 | 2:12    |  |
| 7.             | "Bad"                         | 6:09    |  |
| 8.             | "Indian Summer Sky"           | 4:17    |  |
| 9.             | "Elvis Presley and America"   | 6:23    |  |
| 10.            | "MLK"                         | 2:31    |  |
| Duração total: | Duração total:                | 42:38   |  |

Em 1995, a "Mobile Fidelity Sound Lab" remasterizou o álbum e lançou-a como um CD especial de ouro. Esta edição tem diferentes tempos de execução, mais notavelmente estendido para 2:39 da versão instrumental de "4th of July".
Em 1985, a banda também lançou um EP complementar, Wide Awake in America, que oferece apresentações ao vivo de "Bad" e "A Sort of Homecoming", juntamente com os dois B-sides (anteriormente disponível na América do Norte).

## The Unforgettable Fire Collection
Após a chegada do álbum em 1984, o U2 lançou The Unforgettable Fire Collection — um documentário do álbum em VHS; compilação de vídeos musicais com 30 minutos de making-off do álbum. O documentário foi incluída como uma característica do bônus no lançamento do filme-concerto, U2 Go Home: Live from Slane Castle, como o site do filme-concerto — Slane Castle — foi o mesmo local do documentário.
1. "The Unforgettable Fire" – dirigido por Meiert Avis
2. "Bad" – dirigido por Barry Devlin
3. "Pride (In the Name of Love)" – dirigido por Donald Cammell
4. "A Sort of Homecoming" – dirigido por Barry Devlin
5. Documentário do The Making of the Unforgettable Fire – dirigido por Barry Devlin

## 25ª edição de aniversário
A remasterização da 25ª edição de aniversário do álbum foi lançada foi lançada em 27 de outubro de 2009 pela gravadora Mercury Records. O álbum de remasterização foi dirigido por The Edge, que também dirigiu a remasterização de lançamentos anteriores da banda. Quatro edições físicas do álbum estão disponíveis, dois dos quais contém um CD bônus, e outra com um DVD. O CD bônus vem acompanhado por B-sides do álbum, faixas ao vivo e duas músicas inéditas: "Disappearing Act" e "Yoshino Blossom". O DVD apresenta o mesmo material que o VHS.
As quatro edições são as seguintes:
- Formato CD – Remasterização do álbum em CD
- Edição Deluxe – Remasterização do álbum em CD, CD bônus, e um livreo com 36 páginas
- Edição Deluxe Limitada (box) – Remasterização do álbum em CD, CD bônus, DVD, livro de capa dura de 56 páginas e cinco fotografias
- Formato em vinil de 12" – Remasterização do álbum em disco de vinil e um livreto de 16 páginas

### CD bônus
| N.º            | Título                                                   | Notas                                                                             | Duração |  |
| 1.             | "Disappearing Act"                                       | Canção inédita, a partir das sessões de The Unforgettable Fire, concluída em 2009 | 4:35    |  |
| 2.             | "A Sort of Homecoming" (Live from Wembley Arena, London) | A partir do EP Wide Awake in America                                              | 4:07    |  |
| 3.             | "Bad" (Live from NEC, Birmingham)                        | A partir do EP Wide Awake in America                                              | 8:00    |  |
| 4.             | "Love Comes Tumbling"                                    | B-side do single "The Unforgettable Fire"                                         | 4:52    |  |
| 5.             | "The Three Sunrises"                                     | B-side do single "The Unforgettable Fire"                                         | 3:53    |  |
| 6.             | "Yoshino Blossom" (Instrumental)                         | Canção inédita, a partir das sessões de The Unforgettable Fire                    | 3:39    |  |
| 7.             | "Wire" (Kervorkian Remix)                                |                                                                                   | 5:12    |  |
| 8.             | "Boomerang I"                                            | B-side do single "Pride (In the Name of Love)"                                    | 2:48    |  |
| 9.             | "Pride (In the Name of Love)" (extended single version)  | B-side do single "Pride (In the Name of Love)"                                    | 4:43    |  |
| 10.            | "A Sort of Homecoming" (Daniel Lanois Remix)             | Canção inédita, com participação de Peter Gabriel                                 | 3:18    |  |
| 11.            | "11 O'Clock Tick Tock" (long version)                    | B-side do single "Pride (In the Name of Love)"                                    | 4:11    |  |
| 12.            | "Wire" (Celtic Dub Mix)                                  | Desde 1985, promoção vinil de 7" da NME                                           | 4:36    |  |
| 13.            | "Bass Trap"                                              | B-side do single "The Unforgettable Fire"                                         | 5:15    |  |
| 14.            | "Boomerang II"                                           | B-side do single "Pride (In the Name of Love)"                                    | 4:50    |  |
| 15.            | "4th of July" (single version)                           | B-side do single "Pride (In the Name of Love)"                                    | 2:26    |  |
| 16.            | "Sixty Seconds in Kingdom Come"                          | B-side do single "The Unforgettable Fire"                                         | 3:15    |  |
| Duração total: | Duração total:                                           | Duração total:                                                                    | 69:34   |  |

### DVD bônus
Além dos vídeos musicais e documentários de The Unforgettable Fire Collection, o DVD inclui:
- U2 ao vivo na Anistia Internacional do concerto beneficente A Conspiracy of Hope Tour – Giants Stadium, New Jersey, Estados Unidos – Domingo, 15 de junho de 1986

1. "MLK"
2. "Pride (In the Name of Love)"
3. "Bad"

- U2 ao vivo no Live Aid - Estádio de Wembley, Londres, Reino Unido – Sábado, 13 de julho de 1985

1. "Sunday Bloody Sunday"
2. "Bad"

- "Pride (In the Name of Love)" Sépia videoclipe, dirigido por Donald Cammell
- "11 O'Clock Tick Tock" – Versão bootleg, ao vivo no Croke Park, 29 de julho de 1985

## Gráficos e certificações
| País/Parada (1984)             | Melhor posição |
| ------------------------------ | -------------- |
| Austrália (ARIA Charts)        | 39             |
| Canadá (RPM)                   | 5              |
| Estados Unidos (Billboard 200) | 12             |
| Noruega (VG-lista)             | 6              |
| Nova Zelândia (RIANZ)          | 1              |
| Países Baixos (MegaCharts)     | 1              |
| Portugal (AFP)                 | 27             |
| Reino Unido (UK Albums Chart)  | 1              |
| Suécia (Sverigetopplistan)     | 6              |
| Suíça (Schweizer Hitparade)    | 24             |

| País/Parada (2009)                 | Melhor posição |
| ---------------------------------- | -------------- |
| Bélgica (Ultratop 50 Flanders)     | 41             |
| Bélgica (Ultratop 40 Valônia)      | 37             |
| Estados Unidos (Catalog Albums)    | 6              |
| Estados Unidos (Tastemaker Albums) | 14             |
| Países Baixos (MegaCharts)         | 20             |

| País/Parada           | Certificação (vendas) |
| --------------------- | --------------------- |
| Canadá (Music Canada) | 3× Platina            |
| Estados Unidos (RIAA) | 3× Platina            |
| França (SNEP)         | Ouro                  |
| Países Baixos (NVPI)  | Ouro                  |
| Reino Unido (BPI)     | 2× Platina            |

## Pessoal
U2
- Bono – vocais
- The Edge – guitarra, teclados, vocais
- Adam Clayton – baixo
- Larry Mullen Jr. – bateria

Pessoal adicional
- Steve Averill – projeto de luva
- Paul Barret – fairlight CMI
- Anton Corbijn – capa, fotografia
- Brian Eno – vocais adicionais, instrumentos, tratamentos, produção, engenharia
- Randy Ezratty – assistente de engenharia
- Noel Kelehan – sequencia de arranjos
- Kevin Killen – engenharia adicional
- Daniel Lanois – vocais adicionais, instrumentos, tratamentos, produção, engenharia
- Peter Gabriel – vocal em "A Sort Homecoming" (Daniel Lanois remix)